# Rincon (Bonaire)
Rincon è uno dei due centri abitati di Bonaire, situato al centro dell'isola in una valle interna. La località fu fondata dagli spagnoli nel XVI secolo.

## Cultura

### Eventi
Si svolgono molti festival tra cui:
- Festival di Simadan
- Día de San Juan
- Día de Rincon
- Festival di Bari

## Sport

### Calcio
Le due squadre di calcio di Rincon sono la Real Rincon e la Vespo.